# ライアー ライアー
『ライアー ライアー』（Liar Liar）は、1997年のアメリカ映画。ジム・キャリー主演のコメディ映画。

## あらすじ
フレッチャー・リードは自他共に認める一流の弁護士。どんなに無理な依頼でも、彼は得意の“嘘”で無罪を勝ち取ってしまう。そのいかなる時も嘘をついて切り抜ける姿勢は私生活でも変わらず、そんな彼に妻のオードリーは愛想を尽かして息子のマックスを連れて出て行ってしまう。それでも彼は嘘をつくことをやめず、マックスの誕生日パーティをすっぽかし、またも適当な嘘でごまかすのだった。その夜、傷ついたマックスは「パパが一日だけでも嘘をつきませんように」と神に願う。するとフレッチャーは絶対に嘘をつけないようになってしまった。そして順調だった彼の人生は一変する。

## キャスト
| 役名                             | 俳優                     | 日本語吹替   | 日本語吹替 | 日本語吹替 |
| 役名                             | 俳優                     | VHS版        | BD版       |            |
| -------------------------------- | ------------------------ | ------------ | ---------- | ---------- |
| フレッチャー・リード             | ジム・キャリー           | 山寺宏一     | 高木渉     |            |
| オードリー・リード               | モーラ・ティアニー       | 高島雅羅     | 高島雅羅   |            |
| サマンサ・コール                 | ジェニファー・ティリー   | 雨蘭咲木子   | 雨蘭咲木子 |            |
| ダナ・アップルトン検事           | スージー・カーツ         | さとうあい   | さとうあい |            |
| ミランダ                         | アマンダ・ドノホー       | 宮寺智子     | 宮寺智子   |            |
| ジェリー                         | ケイリー・エルウィス     | 安井邦彦     | 安井邦彦   |            |
| グレタ                           | アン・ヘイニー           | 島美弥子     | 島美弥子   |            |
| マックス・リード                 | ジャスティン・クーパー   | くまいもとこ | 大谷育江   |            |
| マーシャル・スティーブンス裁判官 | ジェイソン・バーナード   | 糸博         | 辻親八     |            |
| アラン                           | ミッチェル・ライアン     | 辻親八       | 小川真司   |            |
| ケネス・フォーク                 | クリストファー・マイヤー | 石井康嗣     | 石井康嗣   |            |
| リチャード・コール               | エリック・ピアポイント   |              | 内田直哉   |            |
| ブライソン警部                   | ランディ・オグレスビー   | 長島雄一     | 長島雄一   |            |
| ピート                           | SW・フィッシャー         |              | 桜井敏治   |            |
| ジェーン                         | チェリ・オテリ           |              | 浅野まゆみ |            |

- VHS版：VHS・旧版DVDに収録。U-NEXTで配信。

その他の声の出演：大谷育江、宇垣秀成、伊藤栄次、菊池いづみ、坂口候一
日本語版制作スタッフ：演出：松岡裕紀、翻訳：松崎広幸、調整：竹内朋子、制作：ビデオテック
- BD版：新版DVD・BDに収録。
その他の声の出演：小室正幸、すずき紀子、浅井清己
日本語版制作スタッフ：演出：蕨南勝之、翻訳：松崎広幸、調整：オムニバス・ジャパン、制作：東北新社

## 映像ソフト
映像ソフト（DVD）は通常版（旧版）とデラックス・エディション（新版）の二種類存在する。デラックス・エディションは映像特典や音声特典がついているだけではなく、テレビ・サイズだった旧盤から上映時と同じビスタ・サイズに改められた。日本語吹替は旧盤のステレオから5.1chサラウンドに改められて録り直されたが、山寺宏一を初めキャストの一部が変更になっている。